# رينيه بريفال

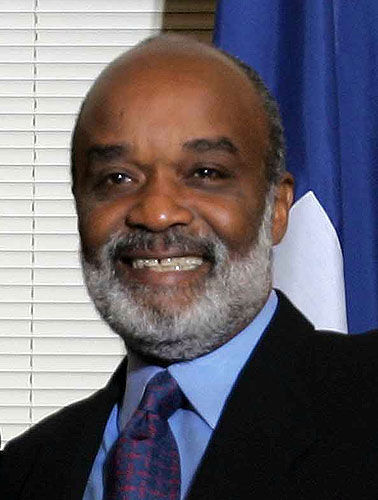

رينيه غارسيا بريفال (بالفرنسية: René Garcia Préval)‏ (مواليد 17 يناير 1943 في كيب هيتين، هايتي - 5 مارس 2017) سياسي هايتي ومهندس زراعي عين في مايو 2006 رئيسا لجمهورية هايتي. كان سابقا رئيسا للبلاد في الفترة بين 7 فبراير 1996 - 7 فبراير 2001. ورئيساً للوزراء بين فبراير 1991 وحتى 11 أكتوبر 1991.
ولد بريفال في مرميلاد وهي بلدة قرب مدينة كيب هيتين على الساحل الشمالي لهايتي، درس الاقتصاد في بلجيكا وعلم الأحياء في جامعة بيزا الإيطالية. والد رينيه والذي كان كذلك مهندسا زراعيا شغل منصب وزير الزراعة في حكومة باول ماغلوار حاكم هايتي العسكري بين عامي 1950 - 1956.
بعد انتخاب جون برترا أرستيد رئيساً في 1990، شغل بريفال منصب رئيس وزراء حكومته بين 13 فبراير حتى 11 أكتوبر 1991.
نتيجة للانتخابات العامة التي جرت في البلاد في 2006 عُيَّن رئيساً للبلاد في 14 مايو من تلك السنة.

## وصلات خارجية
- رينيه بريفال على موقع الموسوعة البريطانية (الإنجليزية)
- رينيه بريفال على موقع مونزينجر (الألمانية)
- رينيه بريفال على موقع إن إن دي بي (الإنجليزية)